# おもちゃ屋ケンちゃん
『おもちゃ屋ケンちゃん』（おもちゃやケンちゃん）は、1973年3月8日から1974年2月28日までTBS系列の毎週木曜19:30 - 20:00（JST）に放送された児童向けドラマである。全52回。

## 概要
『ケンちゃんシリーズ』第5作。
本作では舞台がおもちゃ屋に変わり、初めて飲食店以外の店が舞台となった。また前作までの「トコちゃん」に代わる妹として「マコちゃん」が登場している。
お父さん役の牟田悌三が一時的に降板し、『ジャンケンケンちゃん』の前田昌明が再登板している。
シリーズ唯一の劇場版が作られるなど番組はヒットしたが、ケンイチ役の宮脇康之（現：健）はこの年12歳になり半ズボン姿が嫌になったため、次作『ケンにいちゃん』からは岡浩也扮する弟・ケンジを主役的な扱いにし、ケンイチはケンジを見守ったり助言を与えたりする、副主人公的な存在へ変わる。
TBSプロデューサーの忠隈昌は、1981年に放送された『なかよしケンちゃん』のインタビューの中で、「玩具を見せることに終始した結果、玩具の宣伝番組となってしまった」として本作を失敗作に挙げ、以降のシリーズの大半は飲食店が舞台になっている。

## 出演者
- ケンイチ：宮脇康之
- マコ：永春智子
- お父さん：前田昌明
- お母さん：岸久美子
- マキ（お母さんの妹）：岸ユキ
- ヒロミ（従業員）：あかはゆき
- ニンジン（従業員）：藤江喜幸 (伍代参平)
- テンサイ：山田慶造
- ラクゴ：林達也
- ヨイトマケ：田村明彦
- 良子（順平の娘）：榎本ちえこ
- 順平（近所のラーメン屋・お父さんの親友）：藤木悠
- 安子（順平の妻）：宮地晴子
- ホラタツ：赤塚真人
- ナルホド：湯浅順之
- 三五郎（野球のコーチ）：石田信之
- 光代：生田くみ子
- 源太：池田義彦
- 須崎：石山雄大
- おばあさん：風見章子
- おじいさん：有島一郎

## スタッフ
- 脚本：大石隆一、光畑碩郎、他
- 監督：柴田吉太郎、曽根義隆、他
- 助監督：杉村六郎
- 撮影技術：秋元茂
- 照明：加藤角三
- 録音：沼田春雄、渋谷明憲
- 美術：儘田敏雄
- 編集：池月正
- 制作主任：名久井寅喜
- 現像：TBS映画社
- 音楽：牧野由多可
- プロデューサー：杉山茂樹
- 制作：TBS、国際放映

## 主題歌・挿入歌
主題歌「おもちゃ屋ケンちゃん」
- 作詞：多地映一／作編曲：高田弘／歌：宮脇康之（東芝EMI）

挿入歌「ケンちゃんと遊ぼう」
- 作詞：多地映一／作編曲：高田弘／歌：宮脇康之、みすず児童合唱団

## サブタイトル
1. 1973年3月8日 「ボクンちおもちゃ屋デース」
2. 1973年3月15日 「ネジ廻しにご用心」
3. 1973年3月22日 「不思議なロボット」
4. 1973年3月29日 「にんじん君がやって来た」
5. 1973年4月5日 「バレエ習います」
6. 1973年4月12日 「ヒロミちゃんの休日」
7. 1973年4月19日 「お父さん、ごめんね」
8. 1973年4月26日 「よそではいい子」
9. 1973年5月3日 「天才くん、バンザイ」
10. 1973年5月10日 「落ちてたオルゴール」
11. 1973年5月17日 「ポコちゃんがなおったぞー」
12. 1973年5月24日 「仲なおりの方法」
13. 1973年5月31日 「おじいちゃんの結婚記念日」
14. 1973年6月7日 「お人形とお巡りさん」
15. 1973年6月14日 「ボクにまかしとけ!」
16. 1973年6月21日 「かわいいマルちゃん」
17. 1973年6月28日 「ロボット大作戦」
18. 1973年7月5日 「おじいちゃんのオムライス」
19. 1973年7月12日 「もうひとりのボク」
20. 1973年7月19日 「落語とお化け」
21. 1973年7月26日 「こわれたお人形」
22. 1973年8月2日 「ジャックと豆の木」
23. 1973年8月9日 「とんだプール騒動」
24. 1973年8月16日 「ゆかいないとこ」
25. 1973年8月23日 「坂道のおじいさん」
26. 1973年8月30日 「それいけ! 冒険旅行」
27. 1973年9月6日 「南の国へ行って来た」
28. 1973年9月13日 「南の国であった少年」
29. 1973年9月20日 「いじめっ子騒動」
30. 1973年9月27日 「夕日の対決」
31. 1973年10月4日 「うそつき日記」
32. 1973年10月11日 「なぐられてよかった」
33. 1973年10月18日 「ふしぎなランプ」
34. 1973年10月25日 「チビッコ作戦・大当り」
35. 1973年11月1日 「おじいちゃんの歩き競走」
36. 1973年11月8日 「ボクたちの宝さがし」
37. 1973年11月15日 「おばあちゃん、ありがとう」
38. 1973年11月22日 「サムライでござる」
39. 1973年11月29日 「古ぼけた時計」
40. 1973年12月6日 「がんばれ! ニンジン君」
41. 1973年12月13日 「小さな約束」
42. 1973年12月20日 「ヨイトマケのお父さん」
43. 1973年12月27日 「早くこい、お正月」
44. 1974年1月3日 「消えたトランプ」
45. 1974年1月10日 「ごめんね! おじいさん」
46. 1974年1月17日 「おしゃべりマクラ」
47. 1974年1月24日 「一人ボッチのサーカス」
48. 1974年1月31日 「お父さんの秘密」
49. 1974年2月7日 「北風の笛」
50. 1974年2月14日 「ひろった大事件」
51. 1974年2月21日 「ニンジン君のガールフレンド」
52. 1974年2月28日 「すてきなお父さん」

## 放送局
- TBS：木曜 19:30 - 20:00
- 青森テレビ：木曜 19:30 - 20:00[3]
- 岩手放送：木曜 19:30 - 20:00[3]
- 秋田放送：水曜 19:00 - 19:30[4]
- 山形放送：水曜 19:00 - 19:30[3]
- 東北放送：木曜 19:30 - 20:00[3]
- 福島テレビ：木曜 19:30 - 20:00[3]
- 山陰放送：木曜 19:30 - 20:00
- 新潟放送：木曜 19:30 - 20:00[5]

## 劇場版
『おもちゃ屋ケンちゃん よそではいい子』
1973年8月1日、「東宝チャンピオンまつり」内で上映。第8話のブローアップ版。シリーズ唯一の劇場版。上映時間は26分。
同時上映は『怪獣島の決戦 ゴジラの息子』（再映）『ウルトラマンタロウ』『愛の戦士レインボーマン』『科学忍者隊ガッチャマン』『山ねずみロッキーチャック』の5本。